# Rdzawki (Stryszów)
Rdzawki – część wsi Stryszów w Polsce położona w województwie małopolskim, w powiecie wadowickim, w gminie Stryszów.
W latach 1975–1998 Rdzawki położone były w województwie bielskim.
W Rdzawce znajduje się siedziba gminy Stryszów.